# Ty Shaw
Ty D. Shaw (* 4. März 1979 in Ontario, Oregon) ist ein US-amerikanischer Basketballtrainer und ehemaliger -spieler. Der 2,02 Meter große Innenspieler bestritt 29 Partien in der Basketball-Bundesliga.

## Laufbahn
Shaw spielte im Hochschulsportsystem der Vereinigten Staaten für das Columbia Basin College im Bundesstaat Washington sowie am Albertson College of Idaho (später in College of Idaho umbenannt) im Bundesstaat Idaho.
Ab 2003 spielte er für den englischen Klub Worcester Wolves und war in dieser Zeit gleichzeitig Assistenz- und später Cheftrainer der Basketballmannschaft an der University of Worcester. In der Frühjahrssaison 2005 war er bei den Cockburn Cougars in Australien aktiv und trainierte dort neben seinen Aufgaben als Spieler auch eine Jugendmannschaft.
2006 wechselte Shaw zum deutschen Zweitligisten TV Langen und wurde im Anschluss an die Saison 2006/07 vom Internetdienst eurobasket.com in die „Mannschaft des Jahres“ der 2. Bundesliga Süd berufen. Nach dem Ende des Spieljahres in Deutschland ging er erneut nach Australien, um dort in der Frühjahrssaison 2007 für die Goldfields Giants aufzulaufen.
Zur Saison 2007/08 wechselte Shaw zum TSV Nördlingen und war mit Mittelwerten von 9,4 Punkten sowie 9,5 Rebounds pro Begegnung am Gewinn des Meistertitels in der 2. Bundesliga ProA beteiligt. Damit stiegen die Nördlinger in die Basketball-Bundesliga auf, in der Shaw in der Saison 2008/09 29 Begegnungen für die Mannschaft aus dem Landkreis Donau-Ries absolvierte und dabei im Schnitt für ihn 4,9 Zähler und 4,0 Rebounds notiert wurden.
Nach einer weiteren Station in Australien bei den Willetton Tigers in der Frühjahrssaison 2010 (und dem Gewinn der Meisterschaft in der State Basketball League) stand Shaw zum Abschluss seiner Spielerlaufbahn zwischen 2010 und 2012 beim BV Chemnitz 99 in der 2. Bundesliga ProA unter Vertrag.
Shaw sammelte schon während seiner Spielerzeit Erfahrung als Trainer unter anderem im Jugendbereich sowie im englischen Hochschulsport.
Zur Saison 2012/13 wurde er vom TV Langen aus der 2. Bundesliga ProB als Cheftrainer verpflichtet und führte die Hessen in der Südstaffel der Liga auf den zweiten Platz der Hauptrunde sowie danach ins Halbfinale der Endrunde. Er wechselte danach zu Langens ProB-Ligarivalen TG Hanau. Die „Schwäne“ beendeten die Hauptrunde 2013/14 unter der Leitung des US-Amerikaners auf dem ersten Rang der ProB-Süd. Im Oktober 2014 wurde Shaw als Hanauer Cheftrainer abgelöst, nachdem die ersten fünf Spiele der Saison 2014/15 mit Niederlagen geendet hatten.
Im Januar 2015 übernahm er das Traineramt bei den Uni-Riesen Leipzig (ebenfalls 2. Bundesliga ProB) und führte die Sachsen im späteren Saisonverlauf ins Playoff-Viertelfinale. Danach kam es zur Trennung zwischen Shaw und den Uni-Riesen, weil der Leipziger Verein sein einst ausgegebenes Ziel „Aufstieg in die ProA“ begrub und deshalb Shaw nicht halten konnte: „Wir waren uns mit Ty Shaw unter Voraussetzungen einig geworden, die es sowohl materiell als auch mit Blick auf die Zielstellungen plötzlich nicht mehr gab. Wir mussten eine noch vorhandene Ausstiegsoption ziehen“, begründete Leipzigs Geschäftsführer Mark Hoffmann seinerzeit die Trennung.
Shaw ging in die Vereinigten Staaten zurück und trat zur Saison 2015/16 den Posten des Assistenztrainers der Basketballmannschaft an der Fresno Pacific University an. Zur Saison 2016/17 wechselte er an die Indiana University – Purdue University Fort Wayne und wurde dort Co-Trainer der Damen-Mannschaft. In der Sommerpause 2018 trat er das Traineramt beim englischen Erstligisten Worcester Wolves an. Aus gesundheitlichen Gründen konnte er sein Amt ab Mitte Januar 2019 nicht mehr ausüben und verließ den Klub schließlich im März 2019. Er arbeitete später für das von seiner Ehefrau Alexandra Shaw (geborene Müller) geleitete Spielervermittlungsunternehmen.

## Persönliches
Shaw ist mit der früheren deutschen Basketball-Nationalspielerin Alexandra Shaw (geborene Müller) verheiratet.